# Coppa di Francia 2009-2010
La Coupe de France 2009-2010 fu la 93ª edizione della coppa nazionale francese. Ad aggiudicarsela fu il Paris Saint-Germain nella finale vinta 1-0 dopo i tempi supplementari contro il Monaco. Particolarità di questa edizione è il cammino del Quevilly, squadra di CFA che è arrivata a contendersi la semifinale contro il Paris Saint-Germain, in una partita persa per 1-0.

## Qualificazione dei campionati regionali
Riguardano le squadre che non fanno parte della Ligue 1 e Ligue 2 e i territori d'oltremare ovvero i dipartimenti che fanno capo alla Repubblica Francese.

## 7º turno
Giocati il 21 e 22 novembre 2009
| Squadra 1                | Risultato       | Squadra 2                |
| ------------------------ | --------------- | ------------------------ |
| Jura Dole                | 1 - 3 (dts)     | Metz                     |
| Cassis-Carnoux           | 1 - 1 (2-4 dcr) | Ajaccio                  |
| Lumbres                  | 1 - 2           | Marck                    |
| Versailles               | 2 - 1           | Granville                |
| Trégunc                  | 2 - 3           | Les Herbiers             |
| Paimpol                  | 2 - 1           | Voltigeurs Châteaubriand |
| Saint-Fulgent            | 1 - 7           | Orléans                  |
| Saint-Mars-La Brière     | 0 - 5           | Brest                    |
| SO Cholet                | 3 - 2           | Moulins                  |
| Saint-Sébastien/Loire    | 1 - 3           | Chauray                  |
| Saint-Jean Blanc         | 0 - 2           | Niort                    |
| Quevilly-Rouen           | 6 - 0           | Kaweni                   |
| Avranches                | 5 - 3 (dts)     | Mont-Dore                |
| Calvi                    | 3 - 2 (dts)     | Borgo                    |
| Bagnols                  | 4 - 2           | Bourgoin Jallieu         |
| Vénisseux-Minguettes     | 1 - 4           | Rodez                    |
| Reims Sainte-Anne        | 1 - 1 (5-6 dcr) | CO Saint-Dizier          |
| Sens                     | 1 - 2 (dts)     | Vesoul                   |
| Istres                   | 1 - 2           | Nîmes                    |
| Cherbourg                | 4 - 0           | Chantepie                |
| Feurs                    | 1 - 0           | Saint-Priest             |
| Amnéville                | 0 - 3           | Digione                  |
| Colmar                   | 5 - 2           | Baume-les-Dames          |
| Tourcoing                | 1 - 2           | Marquette                |
| Perpignan-Canet          | 1 - 2           | Agen                     |
| Arles                    | 0 - 1           | Luzenac                  |
| Le Las Toulon            | 1 - 2           | Villefranche-sur-Saône   |
| Saint-Germain des Fossés | 1 - 6           | Thiers                   |
| Besançon                 | 4 - 1           | Sarrebourg               |
| Mulhouse                 | 2 - 2 (7-6 dcr) | Sarre-Union              |
| FC Issy-les-Moulineaux   | 1 - 1 (2-3 dcr) | Loon-Plage               |
| Flers                    | 0 - 1           | Aubervilliers            |
| Pacy-sur-Eure            | 1 - 0           | Villemomble              |
| Angers                   | 1 - 0 (dts)     | Poissy                   |
| Vannes                   | 4 - 1           | La Vitréenne             |
| Créteil-Lusitanos        | 0 - 2           | Tours                    |
| Yzeure                   | 1 - 1 (4-3 dcr) | Clermont Foot            |
| Montluçon                | 0 - 0 (2-4 dcr) | Nevers                   |
| Balma                    | 2 - 0           | Pamiers                  |
| Annonay                  | 1 - 0 (dts)     | AS Valence               |
| Selongey                 | 1 - 0           | Toul                     |
| Biesheim                 | 1 - 3           | Strasburgo               |
| Caen                     | 1 - 0           | Dunkerque                |
| Saint-Quentin            | 3 - 1           | Maubeuge                 |
| Laval                    | 2 - 0           | Vitré                    |
| Olympique Saumur         | 3 - 1           | Châteauroux              |
| Romorantin               | 5 - 2           | Poitiers                 |
| Cognac                   | 0 - 1           | Feytiat                  |
| Manu Ura                 | 0 - 3           | Raon-l'Étape             |
| Rouen                    | 2 - 4 (dts)     | Beauvais                 |
| Le Havre                 | 0 - 1           | Avion                    |
| La Flèche                | 2 - 3           | Chartres                 |
| Calais RUFC              | 1 - 3           | Sedan                    |
| Montgermont              | 1 - 4           | Stade Plabennecois       |
| Ain Sud Foot             | 0 - 4           | Cannes                   |
| Foot. En Mont Pilat      | 0 - 1           | Ent.Bressane             |
| Tremery                  | 0 - 3           | Thionville               |
| Jarville                 | 2 - 2 (2-4 dcr) | La Chapelle-Saint Luc    |
| Marienau Forbach         | 3 - 1           | Robertsau                |
| Blanquefort              | 0 - 1           | Trélissac                |
| Marignane                | 1 - 0           | Bastia                   |
| Lattes                   | 1 - 0           | Bayonne                  |
| La Grande Motte          | 2 - 1           | Murette                  |
| Seyssinet                | 0 - 2           | Montceau Bourgogne       |
| Vallières                | 0 - 3           | Évian TG                 |
| Montereau                | 0 - 2           | Sénart-Moissy            |
| Bischheim Soleil         | 0 - 6           | Troyes                   |
| Séclin                   | 5 - 4           | Luneray                  |
| Sin le Noble             | 0 - 2           | Les Lilas                |
| Compiègne                | 1 - 0 (dts)     | Arras                    |
| Chambly                  | 2 - 5           | Saint-Ouen l'Aumône      |
| Aire                     | 5 - 0           | Feignies                 |
| Hermes-Berthecourt       | 1 - 2           | Cambrai                  |
| Fresnoy                  | 3 - 0           | Neuilly/Marne            |
| La Ferté-Bernard         | 4 - 0           | Courbevoie               |
| Bonchamp                 | 2 - 1           | Fougères                 |
| Rennes Tour d'Auvergne   | 3 - 1           | Saint-Renan              |
| Plouvorn                 | 2 - 0           | Combourg                 |
| Luçon                    | 2 - 1           | Club Franciscain         |
| Pontivy                  | 5 - 0           | CSC Cayenne              |
| Saint-Gaudens            | 1 - 3           | Pau                      |
| Amiens                   | 7 - 1           | Roissy-en-Brie           |
| Concarneau               | 3 - 0           | Nantes                   |
| Excelsior Saint Joseph   | 1 - 0           | Quimper Cornouaille      |
| Saint-Louis Neuweg       | 2 - 1           | Oberlauterbach           |
| Marie-Galante            | 2 - 3           | Poiré-sur-Vie            |

## 8º Turno
giocato il 12 e 13 febbraio 2010
| Squadra 1              | Risultato       | Squadra 2              |
| ---------------------- | --------------- | ---------------------- |
| Marck                  | 2 - 2 (2-4 dcr) | Compiègne              |
| La Grande Motte        | 1 - 0           | Marignane              |
| SO Cholet              | 2 - 2 (4-5 dcr) | Olympique Saumur       |
| Versailles             | 1 - 0           | Digione                |
| Angers                 | 5 - 0           | Excelsior Saint Joseph |
| Nîmes                  | 1 - 1 (2-4 dcr) | Pau                    |
| Les Lilas              | 0 - 1           | Caen                   |
| Saint-Ouen l'Aumône    | 1 - 1 (3-2 dcr) | Yzeure                 |
| Troyes                 | 2 - 1           | Selongey               |
| Cannes                 | 3 - 0           | Luzenac                |
| Agen                   | 0 - 0 (5-4 dcr) | Calvi                  |
| Villefranche-sur-Saöne | 2 - 1           | Annonay                |
| Évian TG               | 4 - 0           | Feurs                  |
| Vesoul                 | 4 - 1           | Marienau Forbach       |
| Saint-Louis Neuweg     | 4 - 0           | Besançon               |
| Raon-l'Étape           | 6 - 1           | Ent. Bressane          |
| Laval                  | 4 - 0           | Poiré-sur-Vie          |
| Pontivy                | 5 - 1           | Plouvorn               |
| Pacy-sur-Eure          | 0 - 2 (dts)     | Quevilly-Rouen         |
| Sedan                  | 3 - 1           | Sénart-Moissy          |
| Tours                  | 2 - 1           | Montceau Bourgogne     |
| CO Saint-Dizier        | 4 - 3 (dts)     | Orléans                |
| Stade Plabennecois     | 2 - 0           | Concarneau             |
| Thiers                 | 3 - 1           | Niort                  |
| Chartres               | 1 - 2           | Les Herbiers           |
| Romorantin             | 0 - 2           | Vannes                 |
| Cambrai                | 0 - 1           | Aubervilliers          |
| Nevers                 | 1 - 4           | Beauvais               |
| Balma                  | 1 - 3           | Ajaccio                |
| Rodez                  | 3 - 1           | Luçon                  |
| Cherbourg              | 0 - 3           | Avranches              |
| Amiens                 | 2 - 1 (dts)     | Avion                  |
| Lattes                 | 1 - 0           | Bagnols Pont           |
| La Ferté Bernard       | 2 - 3           | Trélissac              |
| Feyriat                | 0 - 1           | Chauray                |
| Bonchamp               | 1 - 1 (5-4 dcr) | Paimpol                |
| Aire                   | 0 - 1           | Séclin                 |
| Fresnoy                | 0 - 1           | Saint-Quentin          |
| Colmar                 | 2 - 2 (4-2 dcr) | Metz                   |
| Rennes Tour d'Auvergne | 1 - 2 (dts)     | Brest                  |
| Mulhouse               | 4 - 1           | La Chapelle Saint-Luc  |
| Loon-Plage             | 1 - 2           | Marquette              |
| Strasburgo             | 3 - 0           | Thionville             |

## Trentaduesimi di Finale
Giocati il 9 e 10 febbraio 2010 tranne alcuni posticipati.
| Squadra 1             | Risultato        | Squadra 2           |
| --------------------- | ---------------- | ------------------- |
| Pau                   | 0 - 2            | Évian TG            |
| FC Chauray            | 0 - 1            | SU Agen             |
| Ajaccio               | 3 - 0            | Cannes              |
| Vannes                | 1 - 1 (8-7 dcr)  | Troyes              |
| FC Seclin             | 1 - 4            | Boulogne            |
| Stade lavallois       | 1 - 2 (dts)      | Vesoul HSF          |
| CO Saint-Dizier       | 0 - 4            | Raon-l'Étape        |
| Les Herbiers VF       | 0 - 1            | Tolosa              |
| Monaco                | 0 - 0 (4-3 dcr)  | Tours               |
| Strasburgo            | 1 - 3            | Olympique Lione     |
| Bordeaux              | 1 - 0            | Rodez               |
| Rennes                | 2 - 0            | Caen                |
| Le Mans               | 1 - 0            | Valenciennes        |
| FC Versailles 78      | 0 - 3            | Beauvais            |
| ES Bonchamp           | 0 - 2            | Guingamp            |
| Lattes                | 0 - 1            | Angers              |
| Stade Plabennecois    | 2 - 1            | Nizza               |
| Trélissac FC          | 0 - 2            | Olympique Marsiglia |
| Paris Saint-Germain   | 5 - 0            | Aubervilliers       |
| Amiens                | 0 - 1            | Auxerre             |
| La Grande-Motte       | 0 - 3            | Villefranche        |
| US Avranches          | 0 - 1 (dts)      | Olympique Saumur    |
| Quevilly-Rouen        | 6 - 0            | Ol. St-Quentin      |
| US Marquette          | 1 - 2            | Mulhouse            |
| Colmar                | 0 - 0 (10-9 dcr) | Lilla               |
| Grenoble              | 3 - 2 (dts)      | Montpellier         |
| Saint-Ouen-l'Aumone   | 0 - 3            | Sedan               |
| AFC Compiègne         | 0 - 1            | Lens                |
| FC Saint-Louis Neuweg | 0 - 1            | Sochaux             |
| GSI Pontivy           | 0 - 1 (dts)      | Brest               |
| Thiers                | 1 - 1 (2-3 dcr)  | Nancy               |
| Saint-Étienne         | 4 - 1            | Lorient             |

## Sedicesimi di finale
| Squadra 1           | Risultato       | Squadra 2           |
| ------------------- | --------------- | ------------------- |
| Olympique Saumur    | 0 - 4           | Rennes              |
| Beauvais            | 3 - 0           | SU Agen             |
| Quevilly-Rouen      | 1 - 0           | Angers              |
| Bordeaux            | 5 - 1           | Ajaccio             |
| Raon-l'Étape        | 0 - 1           | Vesoul HSF          |
| Mulhouse            | 0 - 1           | Guingamp            |
| Paris Saint-Germain | 3 - 1           | Évian TG            |
| Monaco              | 2 - 1           | Olympique Lione     |
| Auxerre             | 1 - 1 (3-0 dcr) | Sedan               |
| Vannes              | 4 - 3 (dts)     | Grenoble            |
| Colmar              | 1 - 2           | Boulogne            |
| Nancy               | 0 - 2           | Stade Plabennecois  |
| Villefranche        | 2 - 2 (1-3 dcr) | Saint-Étienne       |
| Sochaux             | 3 - 0           | Le Mans             |
| Tolosa              | 0 - 2           | Brest               |
| Lens                | 3 - 1           | Olympique Marsiglia |

## Ottavi di finale
Disputati il 9 e 10 febbraio 2010.
| Squadra 1      | Risultato   | Squadra 2           |
| -------------- | ----------- | ------------------- |
| Boulogne       | 1 - 0       | Guingamp            |
| Beauvais       | 1 - 4       | Sochaux             |
| Quevilly-Rouen | 1 - 0       | Rennes              |
| Vesoul HSF     | 0 - 1       | Paris Saint-Germain |
| Auxerre        | 4 - 0       | Stade Plabennecois  |
| Saint-Étienne  | 2 - 0       | Vannes              |
| Bordeaux       | 0 - 2       | Monaco              |
| Lens           | 2 - 1 (dts) | Brest               |

## Quarti di finale
| Squadra 1      | Risultato       | Squadra 2           |
| -------------- | --------------- | ------------------- |
| Quevilly-Rouen | 3 - 1           | Boulogne            |
| Auxerre        | 0 - 0 (5-6 dcr) | Paris Saint-Germain |
| Monaco         | 4 - 3 (dts)     | Sochaux             |
| Lens           | 3 - 1           | Saint-Étienne       |

| Arbitro: | Bruno Coue |

|                                |           |           |
| Coquio 11’ Laup 29’ Ouahbi 67’ | Marcatori | 45’ Marcq |

| Arbitro: | Tony Chapron |

|                                               |                      |                                              |
| Hengbart Pedretti Mignot Ndinga Dudka Quercia | Tiri di rigore 5 – 6 | Hoarau Jallet Chantôme Kežman Giuly Makélélé |

| Arbitro: | Antony Gautier |

|                                                 |           |                                    |
| Puygrenier 34’ Haruna 38’ Pino 90+4’ Maazou 95’ | Marcatori | 29’ Boudebouz 48’ Dalmat 71’ Ideye |

| Arbitro: | Olivier Thual |

|                                  |           |             |
| Eduardo 63’ Yahia 75’ Roudet 89’ | Marcatori | 1’ Mirallas |

## Semifinali
| Squadra 1      | Risultato   | Squadra 2           |
| -------------- | ----------- | ------------------- |
| Monaco         | 1 - 0 (dts) | Lens                |
| Quevilly-Rouen | 0 - 1       | Paris Saint-Germain |

| Arbitro: | Stéphane Bré |

|             |           |  |
| Maazou 111’ | Marcatori |  |

| Arbitro: | Fredy Fautrel |

|  |           |            |
|  | Marcatori | 50’ Erdinç |

## Finale
| Squadra 1 | Risultato   | Squadra 2           |
| --------- | ----------- | ------------------- |
| Monaco    | 0 - 1 (dts) | Paris Saint-Germain |

| Arbitro: | Lionel Jaffredo |

|  |           |             |
|  | Marcatori | 105’ Hoarau |

| Monaco | Paris SG |

| MONACO:         |    |                         |     |
|                 |    |                         |     |
| GK              | 1  | Stéphane Ruffier        |     |
| RB              | 4  | François Modesto        |     |
| CB              | 2  | Cédric Mongongu 105’    |     |
| CB              | 3  | Sébastien Puygrenier    |     |
| LB              | 7  | Djimi Traoré            |     |
| CM              | 6  | Eduardo Costa 110’ 111’ |     |
| CM              | 5  | Thomas Mangani 55’      |     |
| AM              | 8  | Alejandro Alonso (c)    | 22’ |
| RM              | 9  | Juan Pablo Pino 86’     |     |
| LM              | 11 | Nenê 63’                |     |
| FW              | 10 | Park Chu-young          |     |
| A disposizione: |    |                         |     |
| GK              | 16 | Yohann Thuram-Ulien     |     |
| DF              | 12 | Adriano Pereira         |     |
| DF              | 13 | Vincent Muratori        |     |
| DF              | 17 | Nicolas N'Koulou        |     |
| MF              | 14 | Lukman Haruna 55’       |     |
| FW              | 15 | Moussa Maazou 86’       |     |
| FW              | 18 | Yannick Sagbo 110’      |     |
| Allenatore:     |    |                         |     |
| Guy Lacombe     |    |                         |     |

| PSG:              |    |                        |     |
|                   |    |                        |     |
| GK                | 1  | Apoula Edel            |     |
| RB                | 2  | Christophe Jallet 116’ |     |
| CB                | 3  | Mamadou Sakho          |     |
| CB                | 6  | Zoumana Camara         |     |
| LB                | 5  | Sylvain Armand         |     |
| DM                | 4  | Claude Makélélé (c)    | 59’ |
| CM                | 8  | Jérémy Clément         |     |
| RM                | 10 | Stéphane Sessègnon     |     |
| LM                | 7  | Ludovic Giuly 77’      |     |
| FW                | 11 | Mevlüt Erdinç 105’     |     |
| FW                | 9  | Guillaume Hoarau 110’  |     |
| A disposizione:   |    |                        |     |
| GK                | 16 | Grégory Coupet         |     |
| DF                | 12 | Ceará 105’             |     |
| DF                | 13 | Sammy Traoré 116’      |     |
| FW                | 14 | Mateja Kežman          |     |
| FW                | 15 | Péguy Luyindula 77’    |     |
| MF                | 17 | Granddi N'Goyi         |     |
| FW                | 18 | Jean-Eudes Maurice     |     |
| Allenatore:       |    |                        |     |
| Antoine Kombouaré |    |                        |     |

| Ufficiali di gara - Assistenti arbitrali: - Christophe Capelli (Ligue d'Aquitaine) - Frédéric Cano (Ligue du Centre) - Quarto uomo: Clément Turpin (Ligue de Bourgogne) |

### Altri riconoscimenti
Il Quevilly vince il "Petit Poucet Plaque" per essere la squadra dilettantistica che più è andata avanti nella coppa di Francia.